# Laroque-de-Fa
Laroque-de-Fa (okzitanisch La Ròca de Fan) ist eine französische Gemeinde im Département Aude der Region Okzitanien. Am 1. Januar 2022 hatte der Ort 141 Einwohner, die Laroquois bzw. Laroquoises genannt werden.

## Lage
Laroque liegt in der Mitte der Hautes-Corbières. Die Gemeinde befindet sich etwa inmitten eines Dreiecks zwischen Carcassonne (70 km im Nordwesten), Narbonne (63 km im Nordosten) und Perpignan (66 km im Süden); an der Kommunalstraße (ehemalige Nationalstraße) D 613, die Narbonne mit Ax-les-Thermes verbindet. Das Gemeindegebiet wird vom Flüsschen Sou durchquert und ist Teil des Regionalen Naturparks Corbières-Fenouillèdes.

## Geschichte
Eine prähistorische Besiedelung der Gegend ist durch die megalithische Nekropole von La Clape (acht Dolmen) und dem Dolmen Coume Jonquières nachgewiesen. Das Dorf wurde im Mittelalter erbaut, wovon Gebäudereste um den Felsen von La Cigale zeugen. Im 13. Jahrhundert gehörte der Ort den Herren des Château de Peyrepertuse.

### Bevölkerungsentwicklung
| Jahr                       | 1962 | 1968 | 1975 | 1982 | 1990 | 1999 | 2007 | 2016 |
| Einwohner                  | 140  | 99   | 83   | 152  | 154  | 144  | 152  | 149  |
| Quellen: Cassini und INSEE |      |      |      |      |      |      |      |      |